# Musée Octogone de Willemstad
Le Musée Octogone  est un musée situé à Willemstad sur l'île de Curaçao.

## Historique
Cette maison pittoresque a une signification historique inattendue. C'est dans cet immeuble que le « Libertador » vénézuélien, le célèbre Simón Bolívar, a passé du temps avant de rassembler les forces qui ont mis fin au régime colonial espagnol en Amérique du Sud.

### Aujourd'hui
Aujourd'hui, l'« octogone » sert de petit musée en souvenir des liens entre Curaçao et Simón Bolívar.

## Architecture
Le bâtiment est de type octogonal sur deux étages, avec une coupole en bardeaux, peinte en jaune vif.